# 王祉
昌原公王祉（韓語：창원공 왕지，1197年—1263年1月28日（十二月十七）），是高麗國第二十一任君主熙宗王韺的長子。

## 生平
王祉的生母是成平王后任氏，有弟弟始寧侯王禕、慶原公王祚、大禪師鏡智、明國師覺膺與姊妹承福宮主、永昌公主、德昌宮主、嘉順宮主和貞禧宮主。他的外祖父是宗室寧仁肅懿侯王稹，而外祖母延禧宮主則是其叔祖父明宗王晧的女兒。
熙宗七年（1204年）王祉被冊封為王太子，後來崔忠獻廢熙宗，他被流放到仁州，封昌原侯（韓語：창원후），到元宗三年（1263年）去世。